# Elephantomyia fumicosta
Elephantomyia fumicosta är en tvåvingeart som beskrevs av Alexander 1922. Elephantomyia fumicosta ingår i släktet Elephantomyia och familjen småharkrankar. Inga underarter finns listade i Catalogue of Life.